# Hausa
Hausa er en af de største folkegrupper i Vestafrika, især bosat i det nordlige Nigeria og Niger, hvor de udgør store dele af befolkningen. De taler sproget hausa og er muslimer. Traditionelt er hausafolk jordbrugere, men mange er blevet handelsmænd i byerne .
I det nordlige Nigeria ligger hausafolkets syv traditionelle byer Biram, Daura, Gobir, Kano, Katsina, Rano og Zaria, som længe har været vigtige magtcentre.

## Befolkning
Hausabefolkning efter land 
| Land          | Befolkning |
| ------------- | ---------- |
| Benin         | 700.934    |
| Saudi-Arabien | ?          |
| Burkina Faso  | 500.000    |
| Cameroun      | 1.300.500  |
| Ghana         | 172.000    |
| Niger         | 8.000.000  |
| Nigeria       | 18.525.000 |
| Sudan         | 918.000    |
| Togo          | 929.600    |

## Eksterne kilder og henvisninger
1. 1 2  Hausa på Store norske leksikon, set 11. december 2010
2. ↑  Hausa Arkiveret 11. marts 2011 hos  Wayback Machine på Nationalencyklopedin (svensk), læst 11. december 2010
3. ↑  "Ethnologue.com entry for Hausa". Hentet 2011-07-25.
4. ↑  "Famille chamito-sémitique (ou afro-asiatique)". Arkiveret fra originalen 5. august 2011. Hentet 7. oktober 2012.
5. ↑  "World Map - People Group Name: Hausa". worldmap.org. Arkiveret fra originalen 9. september 2013. Hentet 26. juli 2012.